# Сюй Бейхун
Сюй Бейхун (спрощ.: 徐悲鸿; кит. трад.: 徐悲鴻; піньїнь: Xú Bēihóng, латиною Hsu Peihung, 1885—1953) — відомий китайський художник ХХ ст., автор помірних реформ в традиційному китайському живопису і прихильник засвоєння митцями Китаю техніки олійного живопису Європи.

## Біографія

### Походження і навчання
Народився в місті Ісін, провінція Цзянсу, Китай. Походить з родини художника Сюй Дачжанг ( Dazhan), що займався каліграфією. Малював з дитинства.
Один з перших художніх досвідів отримав під час копіювання світлин до книги « Слово про живопис з саду завбільшки з гірчичне зернятко », створені художником Жень І.
Разом з родиною у 1900 р. перебрався в місто Шанхай. 
У 1917 р. приїздив до Токіо, аби вивчити мистецтво Японії, як найбільш близьке за образами і техніками до китайського.
Вже дорослим отримав перемогу на іспитах, що дали право поїхати за державні кошти на навчання в Париж. Стажування і опанування техніки олійного живопису пройшов в майстерні П. А. Ж. Даньян-Бувре і у Кормона. В Європі перебував вісім років.

### Подорожі і виставки
Стажування завершив мандрами по країнах Західної Європи, був у Бельгії, Німеччині, Швейцарії, Італії, де вивчав твори європейських митців.
У 1928 р. повернувся в Китай. Був призначений на посаду професора живопису в Центральному університеті в місті Нанкін. У 1933 р. організував виставку тогочасного китайського живопису. У 1934 р. приїздив до СРСР. В роки 2-ї світової війни подорожував країнами Азії (Сінгапур, Індія), де організовував виставки, прибуток з яких віддавав на користь Китаю, що потерпав у війні. Зустрічався з Рабіндранатом Тагором і Махатма Ганді
Після виникнення у 1949 р. Китайської Народної республіки отримав посаду президента Центральної академії красних мистецтв, був головою Спілки китайських художників.
Помер у 1953 році.

### Увічнення пам'яті
Після смерті художника в його оселі в місті Пекін створили музей Сюй Бейхуна.

### Галерея творів в різних техніках

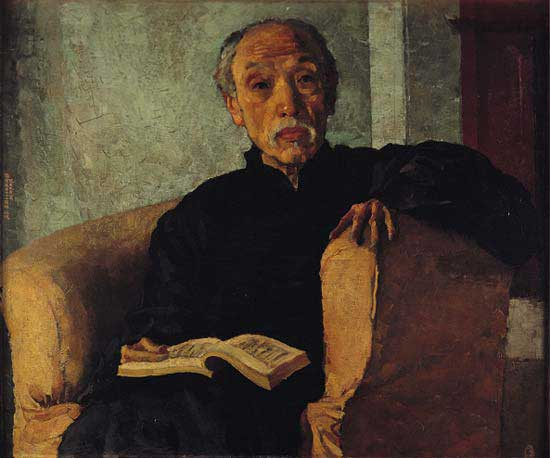
Чен Санян (Chen San Yuan)
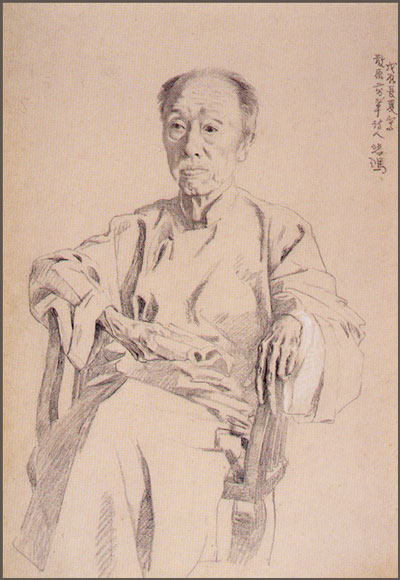
графічний портрет Chen San Yuan (Zeichnung)